# ブルー・スカイ (オールマン・ブラザーズ・バンドの曲)
「ブルー・スカイ」（Blue Sky）は、オールマン・ブラザーズ・バンドが1972年に発表した楽曲。

## 概要
作詞作曲はディッキー・ベッツ。のちにベッツと結婚することになるオジブワ族のサンディ "ブルー・スカイ" ワベギジグに捧げられた曲である。なお二人の間には1972年5月14日にジェシカ（Jessica）という娘が生まれており、ベッツは「ジェシカ」と名付けたインストゥルメンタルをのちに書いた。これも「ブルー・スカイ」と同じくグループを代表する曲となった。
レコーディングは1971年9月、マイアミのクライテリア・スタジオで行われた。ベッツはグレッグ・オールマンが歌うことを想定して曲を書いたが、デュアン・オールマンに励まされ自らリード・ボーカルをとった。ギター・ソロは最初がデュアン・オールマン、次のソロがベッツである。翌1972年2月12日発売のアルバム『イート・ア・ピーチ』に収録された。また、同年8月にシングルカットされた「メリサ」のB面に収録された。
『イート・ア・ピーチ』のバージョンをリミックスしたものが1989年6月20日発売のボックスセット『Dreams』に収録されている。
ジョーン・バエズが1975年のアルバム『Diamonds & Rust』でカバーした。

## ライブ・バージョン
- 1971年9月19日にニューヨーク州立大学ストーニーブルック校で行ったコンサートの音源がよく知られている。2003年発売のライブ・アルバム『S.U.N.Y. at Stonybrook: Stonybrook, NY 9/19/71』に収録されている[5][6]。
- 1973年9月26日にサンフランシスコのウィンターランドで行ったコンサートでのバージョン。2013年6月発売の『ブラザーズ&シスターズ』の4枚組のボックスセットに収録された[7][8]。
- 1992年3月10日と11日にニューヨークで行ったコンサートのバージョン。2014年2月発売のライブ・アルバム『Play All Night: Live at the Beacon Theatre 1992』に収録された。

## 演奏者
- デュアン・オールマン - リード・ギター、アコースティック・ギター
- ディッキー・ベッツ - リード・ギター、リード・ボーカル
- グレッグ・オールマン - オルガン、エレクトリックピアノ、バッキング・ボーカル
- ベリー・オークリー - ベース
- ブッチ・トラックス - ドラムズ、タンバリン
- ジェイモー - ドラムズ